# Narciso Serradell Sevilla
Narciso Serradell Sevilla, född 1843 i Alvarado, Veracruz, död 1910 i Mexico City, var en mexikansk läkare och kompositör främst känd för sången La golondrina som blev en schlager i Skandinavien 1970 med titeln "Mitt sommarlov" insjungen av den nioåriga Anita Hegerland.
Serradell sattes i prästseminarium av sina föräldrar, men hade större intresse för musik. Efter att ha lämnat seminariet för andra gången tilläts han istället påbörja studier i medicin, som också avslutades framgångsrikt. Under den franska interventionen i Mexiko, 1862, blev Serradell internerad och jämte andra motståndsmän deporterad till Frankrike, där han försörjde sig som lärare i musik och spanska språket.
Efter exilen återvände Serradell till Mexiko och sitt yrke som läkare.